# ألكسندر مونوز
ألكسندر مونوز (بالإسبانية: Alexander Muñoz)‏ مواليد 8 فبراير 1979 في فنزويلا، هو ملاكم محترف فنزويلي بدأ مسيرته الاحترافية سنة 1998. حقق بطولة رابطة الملاكمة العالمية.

## إحصائيات
خاض خلال مسيرته 43 نزالا، فاز في 37 ولم يتعادل وخسر في 6. فاز بالضربة القاضية في 29 نزالا.

## روابط خارجية
- ألكسندر مونوز على موقع بوكس ريك (الإنجليزية) (registration required)